# Crovie
Crovie est un petit village dans la région du Aberdeenshire en Écosse, Royaume-Uni.

## Circulation
Dans ce village, il y a qu'un seul chemin le long duquel se trouvent toutes les maisons ; les voitures doivent être laissées au sud du village.

## Histoire
Crovie a été créé par les familles (crofters) qui avaient été déplacées de leurs terres pour faire place aux moutons du propriétaire terrien. À Crovie, ils opéraient des bateaux de pêche pour le propriétaire et ont peu à peu acquis leur propre métier à la place.
L'industrie de la pêche a diminué au XXe siècle avant de cesser complètement à cause de la tempête de 1953, qui a emporté un certain nombre de structures et forcé les habitants à fuir. Depuis lors, la plupart des bâtiments ont été transformés en locations de vacances.